# Поляни (Люблінське воєводство)
Поляни (пол. Polany) — село в Польщі, у гміні Криниці Томашівського повіту Люблінського воєводства.
Населення — 223 особи (2011).
Розташоване на Закерзонні (в історичному Надсянні).

## Історія
У 1975—1998 роках село належало до Замойського воєводства.

## Демографія
Демографічна структура станом на 31 березня 2011 року:
|          | Загалом | Допрацездатний вік | Працездатний вік | Постпрацездатний вік |
| -------- | ------- | ------------------ | ---------------- | -------------------- |
| Чоловіки | 111     | 18                 | 66               | 27                   |
| Жінки    | 112     | 16                 | 57               | 39                   |
| Разом    | 223     | 34                 | 123              | 66                   |